# بوسطن (فريق روك)
بوسطن (بالإنجليزية: Boston)‏ هو فريق لموسيقى الروك الأمريكية من بوسطن، ماساتشوستس، وقد حقق أبرز نجاحاته خلال السبعينيات والثمانينيات. تتمحور الفرقة حول المؤسس والقائد متعدد الآلات توم شولز، الذي عزف على غالبية الآلات في الألبوم الأول، والمغني الرئيسي براد ديلب. باع الفريق أكثر من 75 مليون اسطوانة في جميع أنحاء العالم، بما في ذلك 31 مليون نسخة من ألبومات الفريق في الولايات المتحدة، وتعد مبيعات أسطوانات الفريق من أفضل مبيعات الأسطوانات في العالم. أصدر الفريق ستة ألبومات استوديو خلال مشوارهم الفني الذي  امتد لأكثر من 45 عامًا. صنفت محطة (في اش وان) بوسطن في المرتبة 63 كأفضل فنان هارد روك.

## أعضاء الفريق
توم شولتز: جيتار اساسي وجيتار إيقاع وجيتار باس ولوحات المفاتيح (كيبورد) والطبول والإيقاع وغناء الدعم (من عام 1976 إلى الوقت الحاضر)
جاري بيهل: جيتار اساسي وجيتار إيقاع ولوحات مفاتيح (كيبورد) وغناء مساند (من عام 1985 إلى الوقت الحاضر)
كيرلي سميث: طبول وإيقاع وهارمونيكا وغناء مساند (1994-1997، 2012 إلى الوقت الحاضر)
جيف نيل: طبول وإيقاع وغناء مساند (2002 إلى الوقت الحاضر)
تومي ديكارلو: غناء رئيسي ولوحات مفاتيح (كيبورد) وإيقاع (2008 إلى الوقت الحاضر)
تريسي فيري: جيتار باس وغناء مساند (2012 إلى الوقت الحاضر)
بيث كوهين: لوحات المفاتيح (كيبورد) والغناء والجيتار الإيقاعي (2002، 2012، 2015 إلى الوقت الحاضر)

## إصدارات الفريق (البومات استوديو)
بوسطن (Boston (1976
لا تنظر للوراء (Don't Look Back (1978
المرحلة الثالثة (Third Stage (1986
سير (Walk On (1994
أمريكا الشركات (Corporate America (2002
الحياة والحب والأمل (Life, Love & Hope (2013

## روابط خارجية
بوسطن (فريق روك) على موقع IMDb (الإنجليزية)
- بوسطن (فريق روك) على موقع الموسوعة البريطانية (الإنجليزية)
- بوسطن (فريق روك) على موقع ميوزك برينز (الإنجليزية)
- بوسطن (فريق روك) على موقع رولينغ ستون (الإنجليزية)
- بوسطن (فريق روك) على موقع أول ميوزيك (الإنجليزية)
- بوسطن (فريق روك) على موقع ديسكوغز (الإنجليزية)